# Deli Espartià
Deli Espartià o també Eli Espartià (en llatí Delius Spartianus o Aelius Spartianus) va ser un dels sis escriptors als quals s'atribueix la Historiae Augustae. El seu nom apareix a les biografies d'Hadrià, Luci Ver, Didi Julià, Septimi Sever, Pescenni Níger, Caracal·la i Geta, encara que no és clar si les va escriure totes, perquè almenys dues són d'autoria dubtosa. Una de les conjectures per a explicar això és que Espartià podria ser el mateix personatge que Lampridi, un altre dels autors de la Història Augusta i que es deia Aelius Lampridius Spartianus.
Deli Espartià diu diverses vegades que va escriure la vida de tots els emperadors fins a Hadrià, començant, com es pot deduir de les seves paraules, per Juli Cèsar, i que tenia intenció de continuar l'obra fins al seu temps. Però el que ens ha arribat de la Història Augusta s'inicia precisament amb l'emperador Hadrià, i no hi ha restes que evidenciïn l'existència de textos sobre els emperadors anteriors.

## Obres
- Historiae Augustae Scriptores VI. Aelius Spartianus, Julius Capitolinus ...